# Metonimie
„Metonimie” este la origine un termen folosit în retorică, apoi în stilistică, denumind o figură de stil ce constă în desemnarea unui obiect sau a unei noțiuni printr-un alt termen decât cel exact, între cei doi termeni stabilindu-se o asociere bazată pe un raport de contiguitate. Termenul „metonimie” a fost preluat de semantică și de lexicologie, procedeul respectiv fiind un factor important de creație lexicală, deoarece prin acesta se pot da unor cuvinte mai multe sensuri.
Un exemplu de polisemie prin metonimie este cel al cuvântului „operă”, cu sensul de bază „compoziție muzicală scrisă pentru soliști, cor și orchestră pe textul unui libret dramatic”. Pe lângă acest sens, cuvântul are și sensurile opera ca instituție, opera ca clădire, spectacol de operă, trupă de operă, partitura unei opere, înregistrarea unei opere etc..
Metonimia nu creează totdeauna un sens lexical nou. De pildă, în propoziția hu  Hallottam Viktort a rádióban „L-am auzit pe Viktor la radio”, folosind numele persoanei în locul sintagmei „vocea lui Viktor”, numele nu primește un sens nou.
Există metonimii posibile și altele imposibile, ceea ce este și în funcție de limbă. Astfel, nu orice metonimie dintr-o limbă dată poate fi tradusă în altă limbă dată. Exemplu: en  The roastbeef has not payed yet „Clientul care a comandat biftec nu a plătit încă” (literal „Biftecul nu a plătit încă”). Nici această metonimie nu creează un sens nou, neputându-se spune că în engleză numele oricărei mâncări înseamnă și „client care a comandat acea mâncare”.

## Tipuri de metonimie
Prin asocierea bazată pe contiguitate, numele unei noțiuni trece asupra alteia. Pe lângă multe altele, există asocieri făcute între:
- un loc și ceea ce provine de acolo: ro  L-a tratat cu un porto[1];
- un loc și persoanele din acel loc: hu  a Kreml véleménye „opinia Kremlinului”, város és falu ellentéte „contradicția dintre oraș și sat”[7];
- o perioadă de timp și evenimentele din acea perioadă: hu  Negyvennyolc új korszakot nyitott „1848 a deschis o eră nouă”;
- o materie și obiectul făcut din ea:

ro  A vândut un porțelan de preț;
hu  Nincs egy vasam sem „N-am niciun sfanț” (literal „N-am niciun fier”);
- un instrument muzical și utilizatorul său: en  The second violins are playing well „Viorile a doua cântă bine”[8];
- un recipient și conținutul său:

ro  Și-a terminat farfuria;
fr  boire un verre „a bea un pahar”;
- parte și întreg: fr  une voile à l’horizon „o pânză la orizont”[3];
- un creator și opera sa:

ro  Cântă foarte bine Chopin;
en  to read Jane Austen „a o citi pe Jane Austen”.
Unele tipuri de metonimie sunt considerate altă sau și altă figură de stil, sinecdoca. În aceasta, relația logică este nu numai de contiguitate, ci și de natură cantitativă. Astfel sunt relațiile dintre parte și întreg sau dintre materie și obiect.